# 林柳莺
林柳莺（学名：Phylloscopus sibilatrix）为柳莺科柳莺属的鸟类。是一種常見且分布廣泛的柳鶯，在整個北部和溫帶的歐洲繁殖，並進入亞洲俄羅斯南部烏拉爾山脈的最西端。在中国大陆，分布于西藏等地。该物种的模式产地在德国。
這種柳鶯是強烈的候鳥，整個族群都在熱帶非洲過冬。

## 名稱

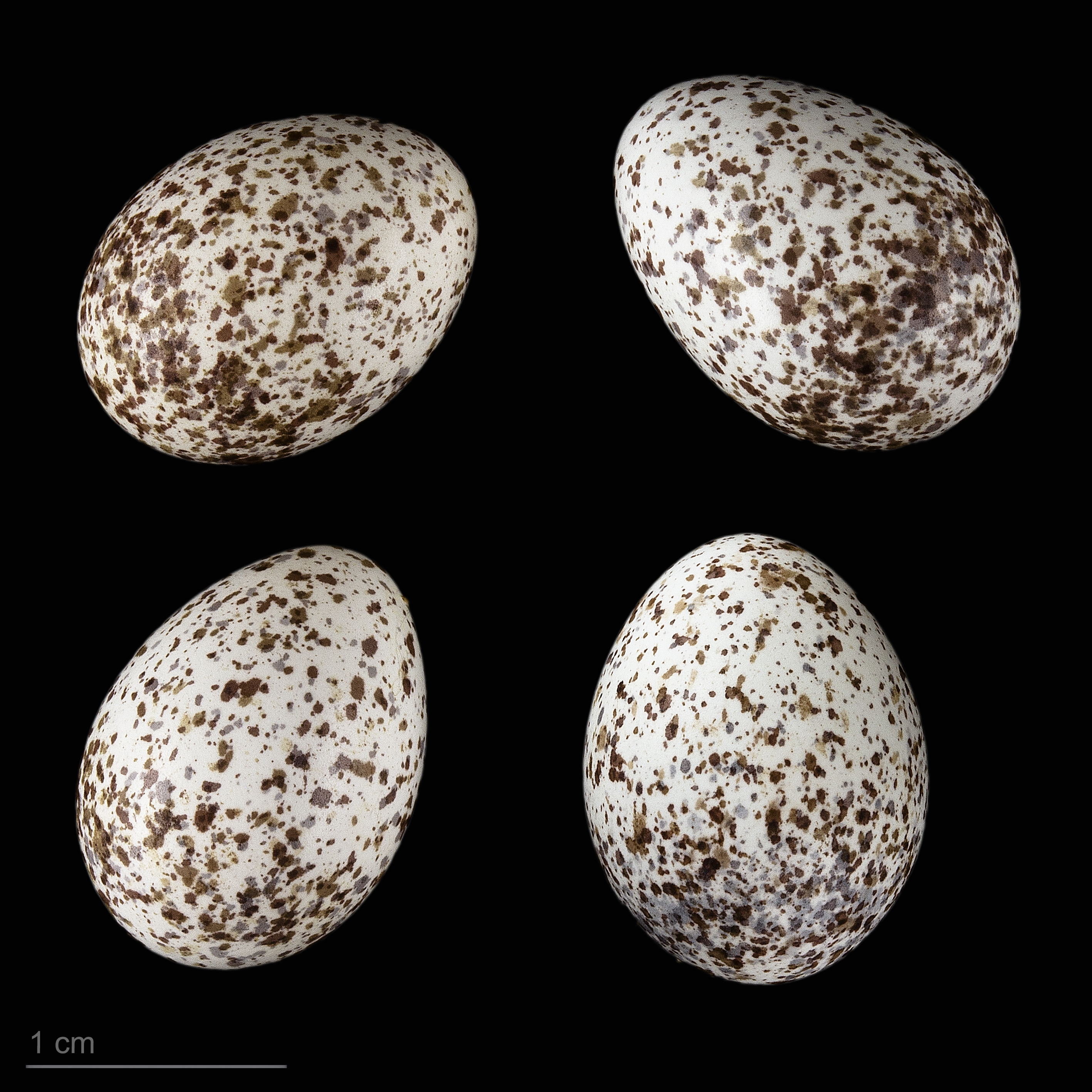
卵 Phylloscopus sibilatrix

屬名 Phylloscopus 來自古希臘語phullon，意為「葉子」，以及 skopos，意為「尋找者」（來自 skopeo，意為「觀看」）。種名 sibilatrix 在拉丁語中意為「吹口哨的她」。

## 棲地
這是一種棲息在開闊但陰涼的成熟林地中的鳥，例如山毛櫸和無梗花櫟，並有一些稀疏的地面覆蓋以供築巢。圓頂形的巢築於接近地面的低矮灌木中。牠們在五月產下六到七顆蛋；可能會有第二窩。像大多數舊世界鶯科一樣，這種小型的雀形目是食蟲的。
在波蘭比亞沃維耶扎森林原始棲地中繁殖的林柳鶯，主要的巢穴掠食者是哺乳動物，特別是中型肉食性動物，牠們主要在夜間利用聲音或嗅覺掠食巢穴。因此，隨著巢穴進程，巢穴存活率下降，這可能是由於年長且更吵鬧的雛鳥被掠食者更容易發現所致。

## 描述
林柳鶯身長11至12.5公分，是典型的柳鶯外形，背部為綠色，腹部為白色，並有檸檬黃色的胸部。牠可以與類似的物種區分開來，例如嘰喳柳鶯P. collybita 和柳鶯P. trochilus，其特徵包括黃色的眉紋、喉部和上胸部、淺色的三級飛羽邊緣、較長的初級飛羽延伸，以及較短但較寬的尾巴。
牠是英國的夏季訪客，從四月到八月可見。近年來，牠在那裡的數量有所下降。牠在愛爾蘭很稀少，僅在威克洛郡有一個數量非常少但似乎穩定的繁殖族群。
與森林結構相關的各種因素，包括坡度、森林覆蓋率、闊葉林比例、樹冠高度和森林邊緣長度，均會影響這種森林物種的占有率。因此，需要保護措施來提供並維持林柳鶯偏好的森林結構。牠們在非繁殖季節也偏好森林；然而，這種棲地在如加納等冬季區域正逐漸減少。儘管森林棲地的減少，林柳鶯的數量並未改變，因為這種物種似乎可以利用退化的棲地，例如樹木茂密的農場。然而，進一步的樹木減少可能會在未來對這種物種產生負面影響。

## 歌聲
牠有兩種類型的歌聲，通常（但不一般）交替發出；一種是高音且流暢的金屬顫音，節奏逐漸加快，pit-pit-pitpitpitpt-t-t-tttⓘ，持續2到3秒，另一種是3到5個音調下降的較低音笛聲 piüü-piüü-piüü。接觸叫聲是一個柔和的笛音，類似於第二種歌聲，但較短且單獨發出，piü。